# Eugenio María de Hostos
Eugenio María de Hostos är en kommun i provinsen Duarte i Dominikanska republiken. Antalet invånare i kommunen är cirka 5 500.